# Suomen virallinen lista
Suomen virallinen lista este clasamentul național din Finlanda, compus de către Musiikkituottajat - IFPI Finland. Denumirea Suomen virallinen lista/finlandes oficiella lista (ro.ː „Clasamentul oficial finlandez”), care este singular atât în limba finlandeză, cât și în cea suedeză, este folosit în mod generic pentru a se referi atât la clasamentul de albume, cât și la clasamentul de single-uri, cât și la context (albume sau cântece) care dezvăluie clasamentul respectiv.